# Kurt Schwitters
Kurt Hermann Eduard Karl Julius Schwitters (født 20 juni 1887, død 8. januar 1948) var en tysk maler, født i Hannover, Tyskland.
Schwitters arbejdede i flere genrer og medier, herunder dada, konstruktivisme, surrealisme, poesi, lyd, maleri, skulptur, grafisk design, typografi og hvad der skulle blive kendt som installationskunst. Han er mest kendt for sine collager, og under betegnelsen eller kendemærket MERZ udviklede han et samlet dadaistisk verdensbillede, "Gesamtweltbild".

## Tidlige påvirkninger og begyndelsen af Merz

### Hannover
Kurt Schwitters blev født 20. juni 1887 i Rumannstraße 2, Hannover, som eneste barn af Edward Schwitters og hans kone Henriette (født Beckemeyer). Hans forældre var indehavere af en dametøjbutik som de solgte i 1898, og for pengene købte de fem ejendomme i Hannover som de lejede ud, hvilket satte familien i stand til at leve af indkomsten i resten af Schwitters' liv i Tyskland. I 1901 flyttede familien til Waldstraße (senere Waldhausenstraße) 5, der skulle blive stedet for Merzbau. Samme år fik Schwitters sit første epileptiske anfald, der fritog ham fra militærtjeneste i Første Verdenskrig indtil mod slutningen af krigen, da værnepligten begyndte at blive anvendt på en langt bredere del af befolkningen.
Efter at have studeret kunst ved Kunstakademiet i Dresden (Hochschule für Bildende Künste Dresden) sammen med Otto Dix og George Grosz, (selvom Schwitters synes at have været uvidende om deres arbejde, eller endog om den ekspressionistiske kunstnersammenslutning Die Brücke) I perioden 1909-14 vendte Schwitters tilbage til Hannover og begyndte sin kunstneriske karriere som post-impressionist. Efterhånden som Første Verdenskrig skred frem, blev hans arbejde mørkere, og han udviklede lidt efter lidt en karakteristisk ekspressionistisk tone. Ekspressionisme var en overvejende tysk kunstnerisk bevægelse blandt andet repræsenteret af Die Brücke og af malerier af Emil Nolde og Ernst Kirchner i særdeleshed. I 1918 ændrede hans kunst sig dramatisk som en direkte konsekvens af Tysklands økonomiske, politiske og militære sammenbrud i slutningen af Første Verdenskrig.

"Under krigen var alt præget af en forfærdelig uro, og hvad jeg havde lært på akademiet var ikke til nogen nytte for mig, og de nyttige nye ideer var stadig ikke klare .... Alt var brudt ned, og nye ting skulle laves af fragmenterne; og dette er Merz. Det var som en revolution inden i mig, ikke som det var, men som det burde have været.

### Der Sturm
Schwitters var kommet i kontakt med Herwarth Walden efter at have udstillet ekspressionistiske malerier i Hannover i februar 1918, og han udstillede juni 1918 to Abstraktionen (semi-abstrakte ekspressionistiske landskaber) på Waldens galleri Der Sturm i Berlin, som førte til møder med medlemmer af Berlins avantgarde, herunder Raoul Hausmann, Hannah Höch og Hans Arp i efteråret 1918

"Jeg husker natten hvor han introducerede sig selv i Café des Westens. "Jeg maler," sagde han, "og jeg sømmer mine billeder sammen." Raoul Hausmann,

Mens Schwitters stadig arbejdede i en ekspressionistisk stil i 1919 (og han fortsatte med at male realistiske billeder til sin død i 1948), begyndte de første abstrakte collager – især påvirket af nyere værker af Hans Arp – at komme i slutningen af 1918. I billedet Das Merzbild fra vinteren 1918-19 kaldte Schwitters dem for Merz efter sætningen Commerz Und Privatbank, fundet i et tekstfragment.,
Ved udgangen af 1919 var han blevet berømt efter hans første enmands-udstilling på galleri Der Sturm juni 1919 og udgivelsen den følgende august af digtet An Anna Blume), et dadaistisk kærlighedsdigt uden mening, et "vrøvledigt".
Schwitters tilbragte det meste af krigen som teknisk tegner på et jernværk lige uden for Hannover. Han blev indkaldt til det 73. hannoveranske regiment marts 1917, men fritaget som uegnet i juni samme år. Senere mente han at tiden som tegner under krigen havde påvirket hans arbejde, idet han anvendte maskiner som metaforer for menneskelig aktivitet.

"I krigen [ved maskinfabrikken i Wulfen] opdagede jeg min kærlighed til hjulet og erkendte, at maskiner er abstraktioner af den menneskelige ånd."

Han giftede sig med sin kusine Helma Fischer 5. oktober 1915. Deres første søn, Gerd, døde inden for en uge efter fødslen, 9. september 1916; deres anden søn, Ernst, blev født 16. november 1918, og var tæt knyttet til sin far for resten af dennes liv, op til og med en fælles eksil i London.

### Dada ogMerz
Schwitters ansøgte om at kunne tilslutte sig dada-bevægelsen i Berlin enten i slutningen af 1918 eller begyndelsen af 1919; Ifølge Raoul Hausmann afviste Richard Huelsenbeck denne anmodning på grund af Schwitters forbindelse til Der Sturm og ekspressionismen i almindelighed, som blev set af dadaisterne som håbløst romantiske og besat af æstetik.
Da han blev latterliggjort af Huelsenbeck som "den dadaistiske revolutions Caspar David Friedrich" svarede han med en absurdistisk novelle Franz Müllers Drahtfrühling, Ersters Kapitel: Ursachen und Beginn der grossen glorreichen Revolution in Revon offentliggjort i Der Sturm (xiii/11 , 1922), som indeholdt en uskyldig tilskuer, der startede en revolution "blot ved at være der".
Selv om han ikke deltog direkte i dadaistiske aktiviteter i Berlin, indarbejdede han dadaistiske ideer i sit arbejde og brugte ordet på omslaget til Anna Blume; han gav også foredrag om emnet rundt om i Europa med Theo van Doesburg, Tristan Tzara, Hans Arp og Raoul Hausmann. På mange måder var hans arbejde mere i tråd med dadaismen i Zürich med dens performancekunst og abstrakt kunst end dén i Berlin som snarere havde en "agit-prop" tilgang, og eksempler på hans arbejde blev da også offentliggjort i den sidste dada-publikation fra Zürich, Der Zeltweg,, november 1919 sammen med arbejder af Arp og Sophie Tauber. Mens hans arbejde var langt mindre politisk end tilfældet var for de centrale personer i den berlinske dada, som George Grosz og John Heartfield, blev han nære venner med forskellige medlemmer, herunder Hannah Hoch og Raoul Hausmann for resten af sin karriere.
Konceptet Merz er blevet kaldt "psykologisk collage". De fleste af værkerne forsøger at skabe en sammenhængende æstetisk mening af verden omkring Schwitters ved hjælp af fragmenter af fundne genstande. Disse fragmenter er ofte vittige allusioner til aktuelle begivenheder. (Merzpicture 29a, Billede med drejende hjul, 1920 for eksempel, kombinerer en række af hjul der kun drejer med uret, og skal hentyde til den almindelige højredrejning i Tyskland efter Spartakistoprøret i januar dette år, mens Mai 191(9), hentyder til strejker arrangeret af de bayerske arbejder- og soldaterråd.)
Der er også mange selvbiografiske elementer; prøvetryk af grafisk design; busbilletter; efemera givet af venner. Senere collager havde proto-pop massemediale billeder. (En Morn, 1947, for eksempel, har et aftryk af en blond ung pige inkluderet, en forløber for tidlige arbejder af Eduardo Paolozzi, mens mange værker synes at have haft direkte indflydelse på Robert Rauschenberg, der sagde, efter at have set en udstilling af Schwitters' arbejde i Sidney Janis Galleri, 1959, at "jeg følte han gjorde det bare for mig.")
Han skulle bruge udtrykket Merz i resten af sin karriere. Mens disse værker sædvanligvis var collager der indeholdt fundne genstande, som busbilletter, gamle ledninger og stumper af avispapir, inkluderede konceptet Merz også kunstneres tidsskrifter, skulpturer, lyddigte og hvad der senere skulle kaldes "installationskunst".

## Internationalisme 1922-37

### Merz (Tidsskrift)
Efterhånden som det politiske klima i Tyskland blev mere liberalt og stabilt, blev Schwitters arbejde mindre påvirket af kubisme og ekspressionisme. Han begyndte at organisere og at deltage i foredragsture med andre medlemmer af den internationale avantgarde, som Hans Arp, Raoul Hausmann og Tristan Tzara, idet de rejste rundt i Tjekkoslovakiet, Holland og Tyskland med provokerende oplæsninger og foredrag.
Schwitters udgav et tidsskrift, kaldet Merz, mellem 1923-32, hvor hvert nummer behandlede et centralt tema. Merz 5 fra 1923, var for eksempel en portefølje af udskrifter af Hans Arp, Merz 8/9 fra 1924, blev redigeret og sat af El Lissitsky, Merz 14/15 fra 1925 var en typografisk børnehistorie med titlen Die Scheuche (en. "The Scarecrow", 'Fugleskræmslet') af Schwitters, Katte Steinitz og Theo van Doesburg. Den sidste udgave, Merz 24 fra 1932, var en fuldstændig omskrivning af det endelige udkast til Ursonate, med typografi af Jan Tschichold.
Hans arbejde i denne periode blev mere og mere modernistisk i ånden, med langt mindre åbenlys politisk sammenhæng og en renere stil, i overensstemmelse med moderne arbejde af Hans Arp og Piet Mondrian. Hans venskab i denne tid med El Lissitzky viste sig at have stor indflydelse, og Merz billeder i denne periode viser den direkte indflydelse af konstruktivisme.
Takket være Schwitters’ livslange beskytter og ven Katherine Dreier blev hans arbejde udstillet regelmæssigt i USA fra 1920 og fremefter. I slutningen af 1920'erne blev han en kendt typograf; hans mest kendte værk var kataloget for Dammerstocksiedlung i Karlsruhe. Efter lukningen af galleriet Der Sturm i 1924 drev han et reklamebureau kaldet Merzwerbe, der holdt regnskab for Pelikan (trykfarver) og Bahlsen (kiks), blandt andre, og blev den officielle typograf for Hannover byråd mellem 1929 og 1934. Mange af disse design, samt testudskrifter og prøvebøger (en. proof sheets), skulle dukke op i moderne Merz-billeder. På en måde, der svarer til de typografiske eksperimenter af Herbert Bayer ved Bauhaus og Jan Tschicholds Die neue Typographie, eksperimenterede Schwitters med oprettelsen af et nyt og mere fonetisk alfabet i 1927. Nogle af hans typer blev støbt og anvendt i hans arbejde. I slutningen af 1920'erne tilsluttede Schwitters sig Deutscher Werkbund.

### "Merzbau"
Udover at forandre sine collager ændrede Schwitters også dramatisk indretningen af en række rum i løbet af livet. Mest berømt var Merzbau: omdannelse af seks (eller måske flere) værelser i familiens hus i Hannover, Waldhausenstrasse 5. Det skete meget langsomt; arbejdet begyndte omkring 1923, det første værelse stod færdigt i 1933, og Schwitters udvidede efterhånden Merzbau til andre områder af huset, før han flygtede til Norge i begyndelsen af 1937. Det meste af huset var udlejet til lejere, således at det endelige omfang af Merzbau var mindre end normalt antaget. Baseret på Schwitters' korrespondance havde det 1937 bredt sig til to værelser i hans forældres lejlighed i stueetagen, den tilstødende balkon, rummet under balkonen, et eller to værelser på loftet og muligvis en del af kælderen. I 1943 blev den ødelagt i et bombetogt.
Tidlige billeder viser Merzbau med en grotte-lignende overflade og forskellige søjler og skulpturer, muligvis med henvisning til lignende stykker af dadaisterne, herunder den Store Plasto-Dio-Dada-Drama af Johannes Baader som blev vist på den første internationale Dada-udstilling i Berlin 1920. Værker af blandt andre Hannah Höch, Raoul Hausmann og Sophie Tauber blev indarbejdet i installationen, og i 1933 var det efterhånden blevet transformeret til et helt skulpturelt miljø, og tre fotos fra dette år viser en serie kantede overflader der aggressivt skyder sig ind i et rum der hovedsagelig er malet hvidt med en serie tableauer udbredt på overfladerne I sit essay 'Ich und meine Ziele i Merz 21 refererede Schwitters til den første søjle i sit arbejde som "Die Kathedrale des erotischen Elends" ("Katedralen af erotisk elendighed"). Der er dog ingen beviser for, at han brugte dette navn efter 1930. Den første brug af ordet Merzbau forekommer i 1933.
Billeder af Merzbau blev gengivet i et tidsskrift af den Paris-baserede gruppe Abstraction-Création i 1933/34, og blev udstillet på Museum of Modern Art i New York i slutningen af 1936.
Sprengel-museet i Hannover har en rekonstruktion af det første rum i Merzbau
Schwitters skabte senere et lignende miljø i haven ved sit hus i Lysaker nær Oslo, kendt som "Huset på skrænten". Det var næsten afsluttet da Schwitters forlod Norge for England i 1940. Det nedbrændte i 1951 og ingen billeder overlevede. Det sidste Merzbau, i Elterwater, Cumbria, England, var ufuldstændigt ved Schwitters' død januar 1948. Endnu et miljø, der også fungerede som beboelsesrum kan stadig ses på øen Hjertoya i nærheden af Molde, Norge. Det er nogle gange beskrevet som et fjerde Merzbau, selv om Schwitters selv altid kun nævnte tre.

### "Ursonate"
Schwitters komponerede og udførte et tidligt eksempel på lydpoesi, Ursonate (1922-32) Digtet var påvirket af Raoul Hausmanns digt "fmsbw", som Schwitters hørte fremsagt af Hausmann i Prag 1921. Schwitters fremførte regelmæssigt stykket, udviklede og udvidede det, indtil han endelig offentliggjorde det i sidste nummer af Merz-tidsskriftet, 1932.

## Eksil

### Norge og Storbritannien
Den politiske situation i Tyskland under nazisterne fortsatte med at forværres gennem 1930'erne; 1934 mistede Schwitters sin kontrakt med Hannover byråd, og 1935 blev eksemplarer af hans arbejde i tyske museer konfiskeret og offentligt latterliggjort. Da hans nære venner Christof og Luise Spengemann og deres søn Walter blev arresteret af Gestapo i august 1936, stod det klart at situationen var blevet farlig.
Da Gestapo ønskede en 'samtale' med Schwitters, flygtede han 2. januar 1937 fra Hannover for i Norge at slutte sig til sønnen Ernst, som allerede havde forladt Tyskland 26. december 1936.. Hans kone Helma besluttede at blive i Hannover for at forvalte deres fire ejendomme. Samme år blev hans Merz-billeder inkluderet i den nazistiske udstilling med titlen "Entartete Kunst" i München, hvilket gjorde hans tilbagevenden umulig.
Helma var på besøg et par måneder hvert år op til udbruddet af Anden Verdenskrig. Den fælles fejring af moderen Henriettes 80-årsdag og sønnen Ernsts forlovelse, der blev afholdt i Oslo 2. juni 1939, skulle blive sidste gang de to mødtes.
Schwitters påbegyndte 1937 endnu et Merzbau under eksilet i Lysaker nær Oslo, men opgav det i 1940, da nazisterne invaderede; dette Merzbau blev 1951 ødelagt ved en brand. Hans hytte på den norske ø Hjertoya i nærheden af Molde er sommetider også blevet betragtet som et Merzbau; det har mere eller mindre fået lov at forfalde siden 1940.
Efter en kort internering på Lofoten flygtede Schwitters til Skotland med sin søn på isbryderen Fridtjof Nansen mellem 8. og 18. juni 1940. Som fjendtlig udlænding blev han flyttet mellem forskellige interneringslejre i Skotland og England og endte med at tilbringe halvandet år i Camp Douglas på Isle of Man. Under opholdet dér arrangerede han flere Merz-fremførelser, blandt andet en "Stilheds"-performance, hans første digt på engelsk, men blev tilsyneladende betragtet som en lidt løjerlig irrelevant fremtoning af de andre kunstnere i lejren.

"Jeg er nu den sidste kunstner her, alle de andre er fri. Men alt er lige: hvis jeg bliver her, har jeg masser at beskæftige mig med; hvis jeg bliver løsladt, vil jeg nyde friheden. Hvis jeg bliver i stand til at rejse til USA, så jeg vil være derovre. Man medbringer sin egen glæde overalt." Brev til Helma Schwitters, april 1941.

Efter indgriben fra Alexander Dörner, Rhode Island School of Design, blev Schwitters endelig frigivet 21. november 1941. Han opholdt sig først i London, men flyttede 1945 til Lake District i det nordvestlige England hvor han i august 1947 begyndte at arbejde på det sidste Merzbau, som han kaldte Merzbarn ("Merzladen"). Muliggjort af et tilskud fra Museum of Modern Art der oprindeligt var beregnet til at hjælpe med at genoprette den oprindelige fra Hannover, er en enkelt mur af denne sidste struktur nu i Hatton Gallery i Newcastle, ladens skal eller skellet er stadig i Elterwater nær Ambleside.
Hans kone Helma døde af kræft 29. oktober 1944; Schwitters hørte først om hendes død i december, på omtrent samme tid som han opdagede, at Merzbau var blevet ødelagt under et allieret luftangreb. Efter at hans søn vendte tilbage til Norge, forlod han London med sin nye makker, Edith Thomas, (kendt som 'Wantee' for hendes vane altid at spørge gæster, om de ville have en kop te) for at tage til Lake District 27. juni 1945.

### De sidste år
Afskåret fra centrene for den europæiske avantgarde, og med den internationale modernisme trængt af tiltagende nationalisme i Europa, blev Schwitters' arbejde i eksil mere og mere organisk, med naturlige former og afdæmpede farver som erstatning for de masseproducerede efemera fra tidligere år. Billeder som Small Merzpicture With Many Parts 1945/46 brugte genstande fundet på stranden, herunder småsten og glatte skår af porcelæn.
Efter krigen begyndte hans ven Käte Steinitz at sende breve til Schwitters fra USA, hvor hun var udvandret til i 1936. Hun beskriver livet i det nye forbrugersamfund, og pakkede bogstaverne ind i siderne af tegneserier for at give et indtryk af den nye verden.
Hun opmuntrede Schwitters til at 'merze' denne døgnflue, og resultatet heraf var en sekvens af proto-pop-art-billeder, såsom For Kate, 1947.
Plaget af helbredsproblemer i hans sidste år, herunder midlertidig blindhed i 1946 og en række anfald, døde Schwitters i Kendal, England, 8. januar 1948, af et hjerteanfald og blev begravet i Ambleside. Hans grav var umærket indtil 1966, da en sten blev rejst med inskriptionen Kurt Schwitters – Skaber af Merz. Stenen består stadig som et mindesmærke, selv om hans lig senere blev gravet op og genbegravet i Hannover, Tyskland. Graven markeres med en marmorkopi af hans skulptur Die Herbstzeitlose fra 1929.

## Eftermæle

### Indflydelse
Mange kunstnere har tilskrevet Schwitters stor indflydelse, herunder Ed Ruscha, Robert Rauschenberg, Damien Hirst, Al Hansen og Arman.

"Sproget i Merz er nu vidtgående accepteret, og i dag er der næppe en kunstner der arbejder med andre materialer end maling, der ikke henviser til Schwitters på en eller anden måde. I hans dristige og vidtrækkende forsøg kan han ses som bedstefar til Pop Art, happenings, Concept Art, Fluxus, multimedie kunst og post-modernisme." – Gwendolyn Webster

### Marlborough Gallery kontroversen
Schwitters' søn Ernst overdrog i vid udstrækning den kunstneriske arv efter sin far til Gilbert Lloyd, direktør for Marlborough Gallery. Men efter et alvorligt anfald 1995 overgik kontrollen til Kurts barnebarn, Bengt Schwitters. En strid brød ud da Bengt meddelte at han "ikke har interesse for kunst og hans bedstefars værker" og afsluttede den stående aftale mellem familien og Marlborough Gallery, som lagde sag an mod Schwitters i 1996, efter en bekræftelse i Ernst Schwitters testamente at Mr. Lloyd skulle fortsætte som administrator.
Professor Henrik Hanstein, auktionarius og kunstekspert, var et centralt vidne i sagen ved at fremhæve at Schwitters næsten var glemt efter hans død i eksil i England 1948, og at Marlborough Gallery havde været afgørende for at sikre kunstnerens plads i kunsthistorien. Dommen, som til sidst blev stadfæstet af Norges højeste domstol, tildelte galleriet 2,6 millioner dollar i erstatning.

### Arkivering og forfalskninger
Schwitters' visuelle arbejde er nu blevet katalogiseret i "Catalogue raisonné"  Forfalskninger af Schwitters collager dukker op næsten hver uge på eBay. Man kan rådføre sig med Kurt Schwitters Arkiv på Sprengel Museum i Hannover, Tyskland.

## Arven efter Schwitters
- En Brian Eno-sampling af Schwitters indspilning af Ursonate til nummeret "Kurt's Rejoinder" på album fra 1977, Before and after Science.
- Den japanske musiker Merzbow tog sit navn fra Schwitters.
- Schwitters tid i London er emnet for en opera af Michael Nyman og Michael Hastings, Man and Boy: Dada.
- Det tyske hip-hop band Freundeskreis citerede fra hans digt "An Anna Blume" i deres single-hit "ANNA".
- Det tyske krautrock-band Faust har en sang med titlen "Dr. Schwitters snippet".
- Billy Childish lavede en kortfilm om Schwitters liv The Man with Wheels, (1980, instrueret af Eugean Doyan).

## Galleri
| - Kurt Schwitters portrætteret - 1925. Af El Lisitskij - Fra katalogforside, 1927 - Kurt Schwitters' grav i Hannover - Byskilt i Hannover |

| - Portrætter af Kurt Schwitters – flere udført i britisk interneringslejr - Otto Haesler, arkitekt, 1931 - Fred Uhlman 1940 - Paul Hamann i Hutchinson Internment Camp på Isle of Man, 1941 - Klaus Hinrichsen i Hutchinson Camp, 1941 - Edward Driscoll, 1941 Lejrens chef - Harald Landry, 1940 - Erich Kahn, tysk-britisk maler 1940-41 - Alfred Unger, 1940 - Nina Unger, 1945 |

| - Andre værker af Kurt Schwitters - Das Undbild, 1919 - Omslaget til debutdigtsamlingen Anna Blume: Dichtungen (1919) - Manden med det store hjerte, 1919 Der Mann mit das Grosse Herz - Merz 53, 1920 - Grøn firkant, 1921 Grünviereck - 20 øre, 1936 - Moder og æg, 1945-47 - Abstrakt komposition Abstract Composition, Flue, White, Yellow - Ancient Cave, 1946 - Faldende papirstykker, 1946 Falling Paper Pieces - Stilleben, 1948? Still life with wine bottle and fruit |